# احتراق خودبه‌خودی انسان

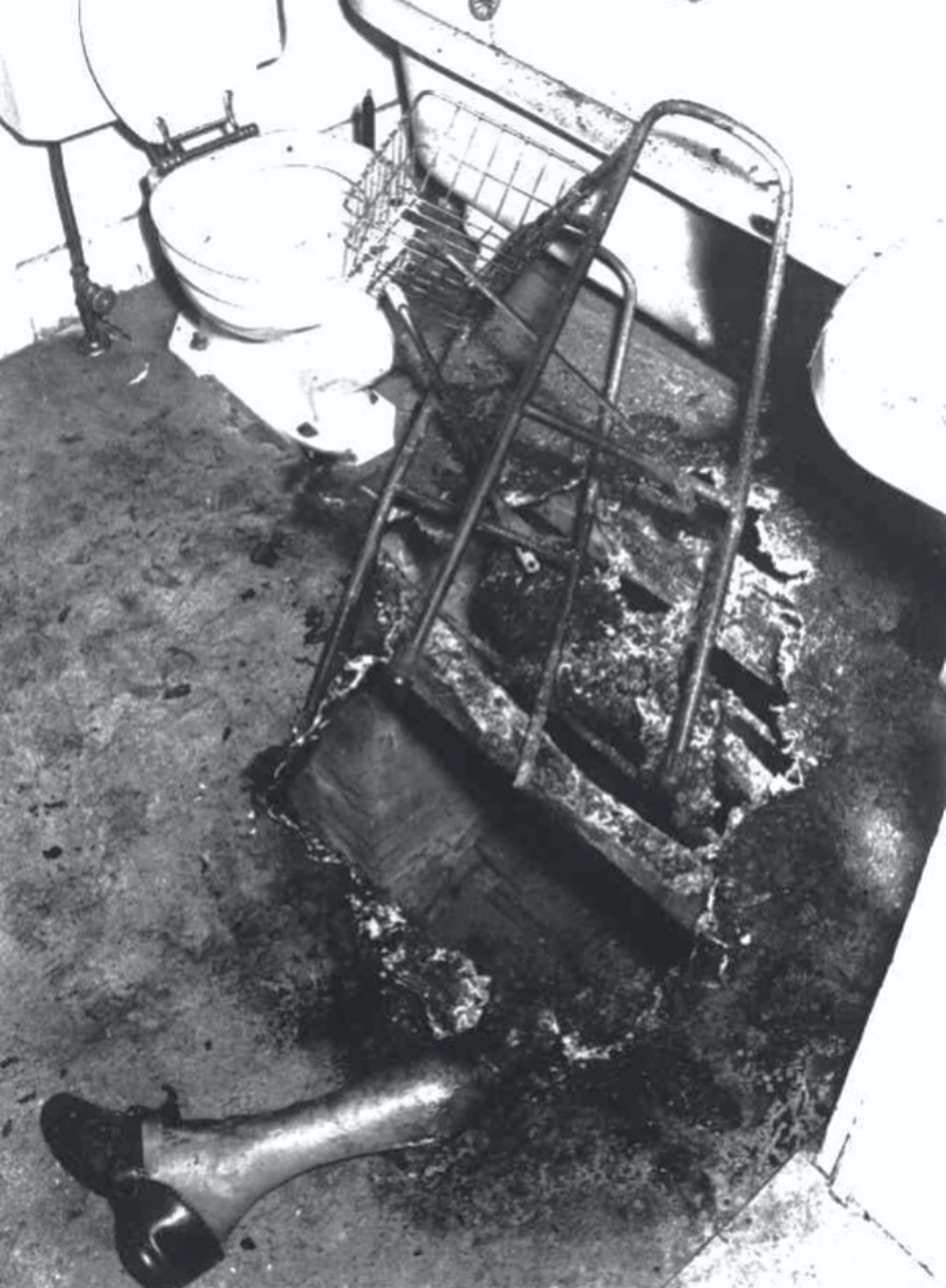
صحنه ای عجیب از مرگ خانم مری ریسر

احتراق خودبه‌خودی انسان (به انگلیسی: Spontaneous human combustion) (در انگلیسی به اختصار SHC گفته می‌شود) به پدیدهٔ محترق شدن اعضای بدن انسان‌های زنده، بدون وجود عامل خارجی مشخص گفته می‌شود.
چارلز دیکنز یکی از شخصیت‌های خود را در رمان خانهٔ متروکه این‌گونه از بین می‌برد. ژوناس دیپون نیز در کتابی به نام آتش گرفتن خودبخودی بدن انسان مواردی از SHC را بررسی می‌کند.

## مطالعات پزشک قانونی
مطالعات علمی پزشکی قانونی توضیحاتی برای این پدیده ارائه داده‌است. موارد ثبت شده در این ارتباط مشترکاتی داشته‌اند که عبارتند از:
- قربانیان به‌طور دائم الکل مصرف می‌کرده‌اند.
- آن‌ها معمولاً زنان مسن هستند.
- بدن به‌طور خودبخود آتش نگرفته‌است بلکه یک مادهٔ مشتعل با آن تماس گرفته‌است.
- دست‌ها و پاها معمولاً کنده می‌شوند.
- آتش آسیب کمی به وسایل قابل احتراقی رسانده‌است که در تماس با بدن بوده‌اند.
- احتراق بدن خاکسترهای چرب و گندیده‌ای بر جای گذاشته‌است که بوی بسیار زننده‌ای داشته‌اند.

## بررسی علل
برخی این فرایند را غیرممکن دانسته و در توضیح خود بیان می‌کنند که چرا این فرایند در جاهای عمومی و بیرون از خانه اتفاق نمی‌افتد. برخی نظریه‌ها نیز سعی در توضیح این مسئله داشته‌اند که آتش گرفتن بدون منبع خارجی هم می‌تواند اتفاق بیفتد ولی برخی پیشنهادها بیان می‌کنند که آتش گرفتن خود به خود در واقع دارای یک منبع خارجی است. توضیحاتی که برای این فرایند ارائه شده‌است را در ادامه بررسی می‌کنیم.
- برایان دانینگ، محقق پدیده‌های غیرطبیعی بیان می‌کند که احتراق‌های خودبخودی در واقع مواقع نادری هستند که مرگ طبیعی برای فرد اتفاق افتاده و در ادامه توسط یک منبع نزدیک احتراق فرد آتش می‌گیرد.
- تقریباً تمامی موارد آتش گرفتن خود به خود انسان برای افرادی اتفاق افتاده‌است که به دلیل پیری یا چاقی مشکل عدم تحرک داشته‌اند و از سلامت کمی برخوردار بوده‌اند. قربانیان احتمال مرگ بالایی در حین خواب داشته‌اند و قادر به حرکت کردن پس از آتش گرفتن نبوده‌اند.
- سیگار معمولاً به عنوان منبع آتش دیده می‌شود. خاموش کردن نادرست دخانیات دلیل یک چهارم مرگ‌های در اثر آتش‌سوزی در آمریکاست. دلایل طبیعی مانند حملهٔ قلبی ممکن است منجر به مرگ شده و افتادن سیگار بر روی شخص می‌تواند باعث آتش گرفتن لباس‌هایش شود. آتش گرفتن لباس‌ها می‌تواند باعث آتش گرفتن چربی‌های زیر پوست شود و سوختن برای مدت زیادی ادامه یابد.
- جان آبراهامسون پیشنهاد می‌کند که گوی آذرخش می‌تواند باعث احتراق خودبخود بدن انسان شود. این حالت خیلی نادر است ولی زغال شدن اعضای بدن در تعدادی از برخوردهای صاعقه توضیح خوبی برای این مکانیزم هستند. گوی آذرخش یا آذرخش گلوله‌ای پدیده‌ای است که اغلب در هنگام توفان‌های تندری به‌صورت توده‌ای از هوا با تابش شدید به شکل کره به‌مدت چند لحظه دیده می‌شود. دانشمندان در حال ساختن مدلی آزمایشگاهی برای توصیف این پدیده هستند.
- برایان جی. فورد پیشنهاد می‌کند که افزایش میزان کتون‌ها در بدن که در اثر مصرف الکل زیاد و رژیم غذایی کم کربن ایجاد می‌شود تولید استون می‌کند که بسیار اشتعال‌پذیر است و می‌تواند باعث احتراق خودبخود شود.
- سندروم استیونز-جانسون بیماری است که در موارد شدید آن، پوست به خاطر مواد سمی، اثرات آنتی‌بیوتیک‌ها و مسکن‌ها ظاهری شبیه به سوختگی و تاول شدید پیدا می‌کند و می‌تواند کشنده باشد.